# Calle Catamarca (Tucumán)
La Calle Provincia de Catamarca es una calle de San Miguel de Tucumán, Tucumán, Argentina. Se extiende desde la calle La Rioja y avenida 24 de septiembre hasta el Pasaje Maurin. Entre Santiago del Estero e Italia la calle se transforma en avenida.

## Historia
La calle fue abierta con la expansión del área central de la ciudad en 1887, durante la intendencia de José Padilla. Durante el siglo XX se construyeron diversos edificios como la Escuela 9 de Julio, la Cervecería del Norte (actual Carrefour), el Hospital Avellaneda, entre otros. Tras la llegada del ferrocarril a Tucumán en 1876, se desarrolló como zona comercial y residencial en los alrededores de la Estación Tucumán y Plaza Alberdi.En 2007, con las obras para la construcción del hipermercado Carrefour, se prolongó el tramo como avenida hasta calle Italia.

## Sitios de Interés
A lo largo de esta calle se desarrollan varios lugares de interés y emblemáticos:
- Escuela 9 de Julio
- Plaza Alberdi
- Estación Tucumán
- Colegio de la Santa Cruz
- Colegio San Tarcisio
- Sindicato de Camioneros de Tucumán
- Unión Cívica Radical seccional Tucumán
- Chalet ex-Cervecería del Norte
- Círculo de Suboficiales de la Policía Federal Argentina filial TUCUMÁN
- Supermercado Carrefour
- Plaza Caseros
- Hospital de Clínicas Nicolás Avellaneda